# シティバンクタワー
シティバンクタワー（英語：Citibank Tower、中国語（繁体字）：花旗銀行大廈）とは、香港の香港島北部、中西区の中環地区と金鐘地区の中間に位置する超高層ビルである。

## 概要
この超高層ビルは世界でも屈指の金融街である『中環』に位置し、ビル名称の由来でもあるアメリカ合衆国の大手銀行シティバンクの香港法人本部が主に入居している。香港の総合企業である君鷹集団（Great Eagle Group）により1989年に建設が始まり1992年に完成、高さ205.5mで地上51階建てである。
以前は『萬國寶通銀行大廈』と言う名前であったが、シティバンクの香港法人が萬國寶通銀行から花旗銀行に改名されるにあたり、ビル名称も『花旗銀行大廈』に改称された。
現在ではシティバンクの他に、テナントとして香港政府の出先機関やイギリスの金融機関バークレイズ、中華人民共和国の市中銀行である中国工商銀行などの企業が入居。また地下のフードコートにはスターバックスやパシフィックコーヒー、サークルKなどの飲食店やコンビニエンスストアが入居している他、フィットネスクラブやプールなどが完備されている。

## 周辺施設
- 港鉄港島線、荃湾線：金鐘駅（Admiralty）
- 港鉄港島線：中環駅（Central）
- ピークトラム（山頂纜車）
- 香港上海銀行・香港本店ビル
- 中国銀行タワー（Bank of China Tower）
- 高等法院（High Court）
- 美國銀行中心（Bank of America Tower）
- パシフィック・プレイス（太古廣場：Pacific Place）
- 香港公園（Hong Kong Park）
- 茶具文物館

## 交通
- 香港MTR港島線、荃湾線、南港島線、東鉄線：金鐘駅（Admiralty）
- 香港MTR港島線：中環駅（Central）
- ピークトラム（山頂纜車）：中環総駅（Central Terminus）
- その他バス（巴士）、ミニバス（小巴）など利用

## 画像

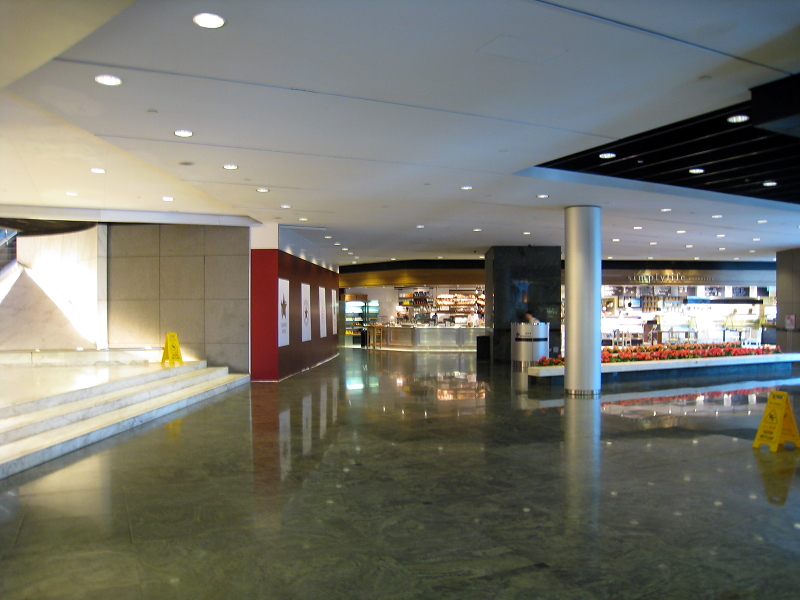
グラウンドフロアのフードコート
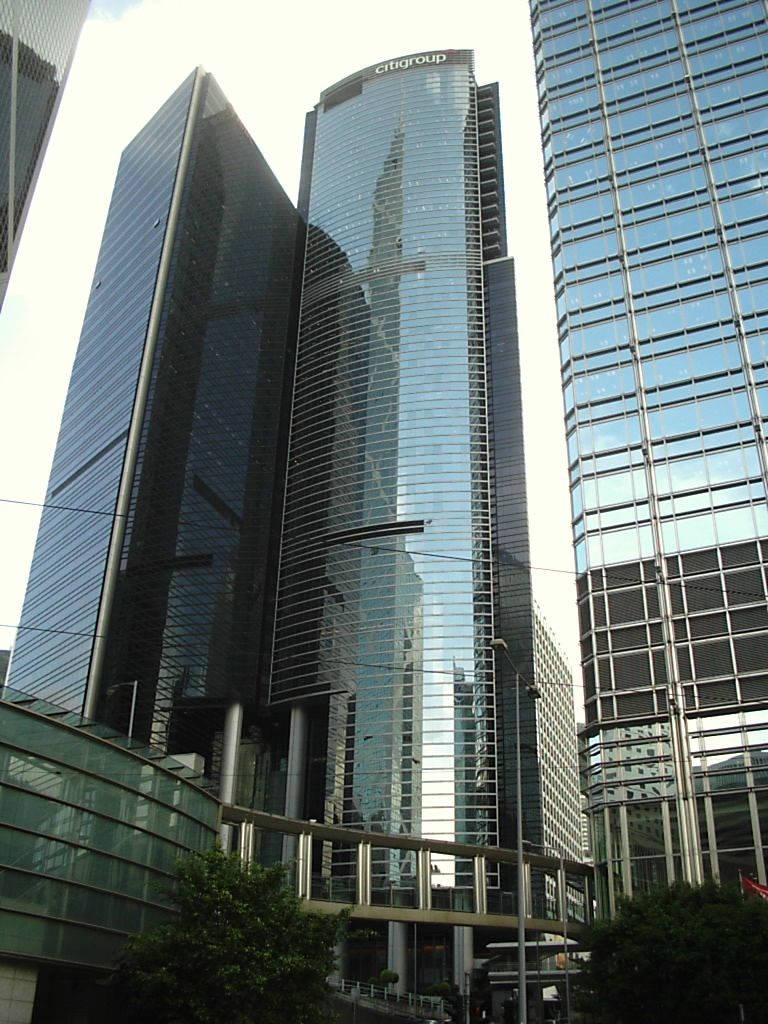
シティバンクタワー見上げ
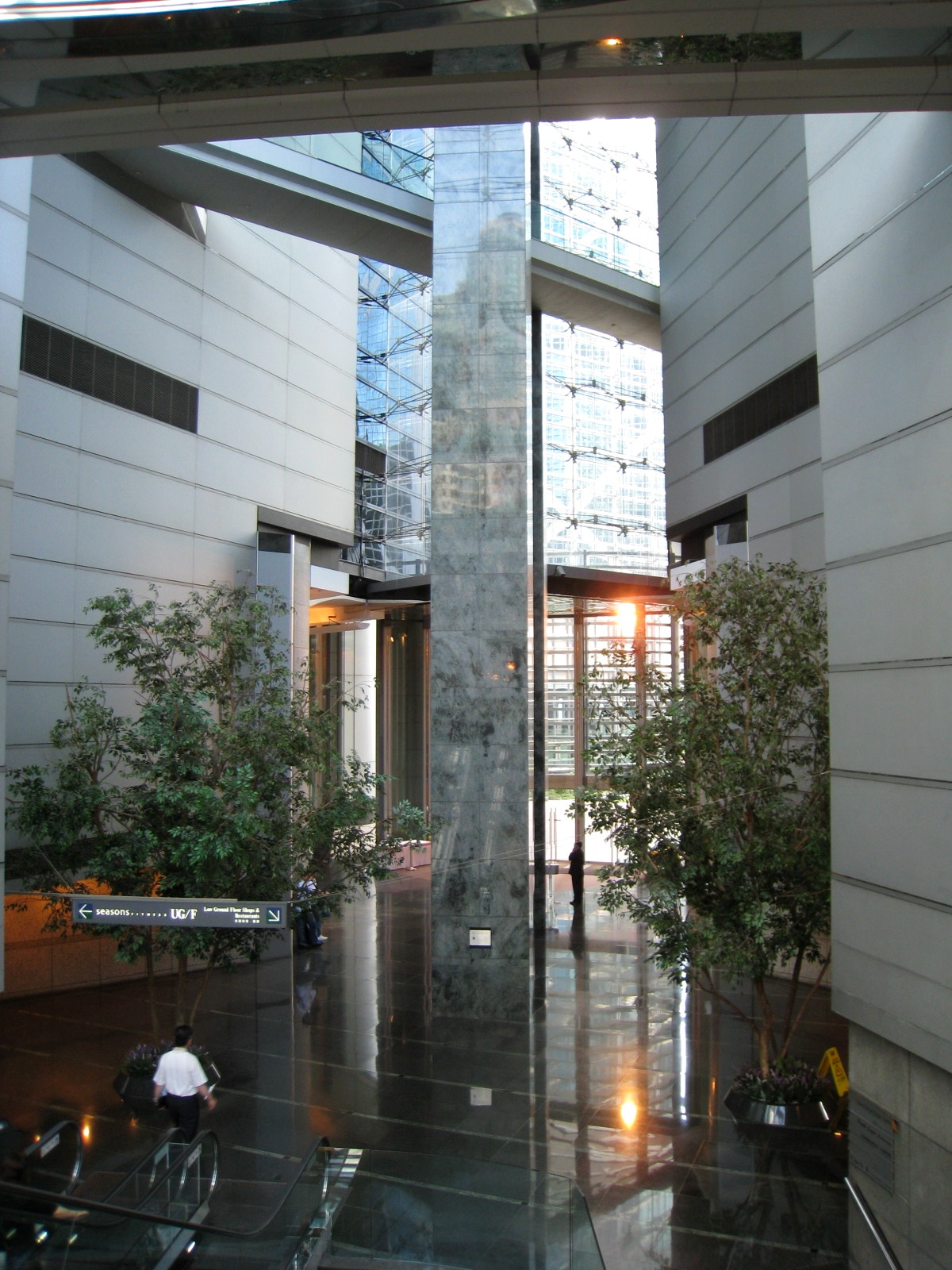
ロビーフロアの様子
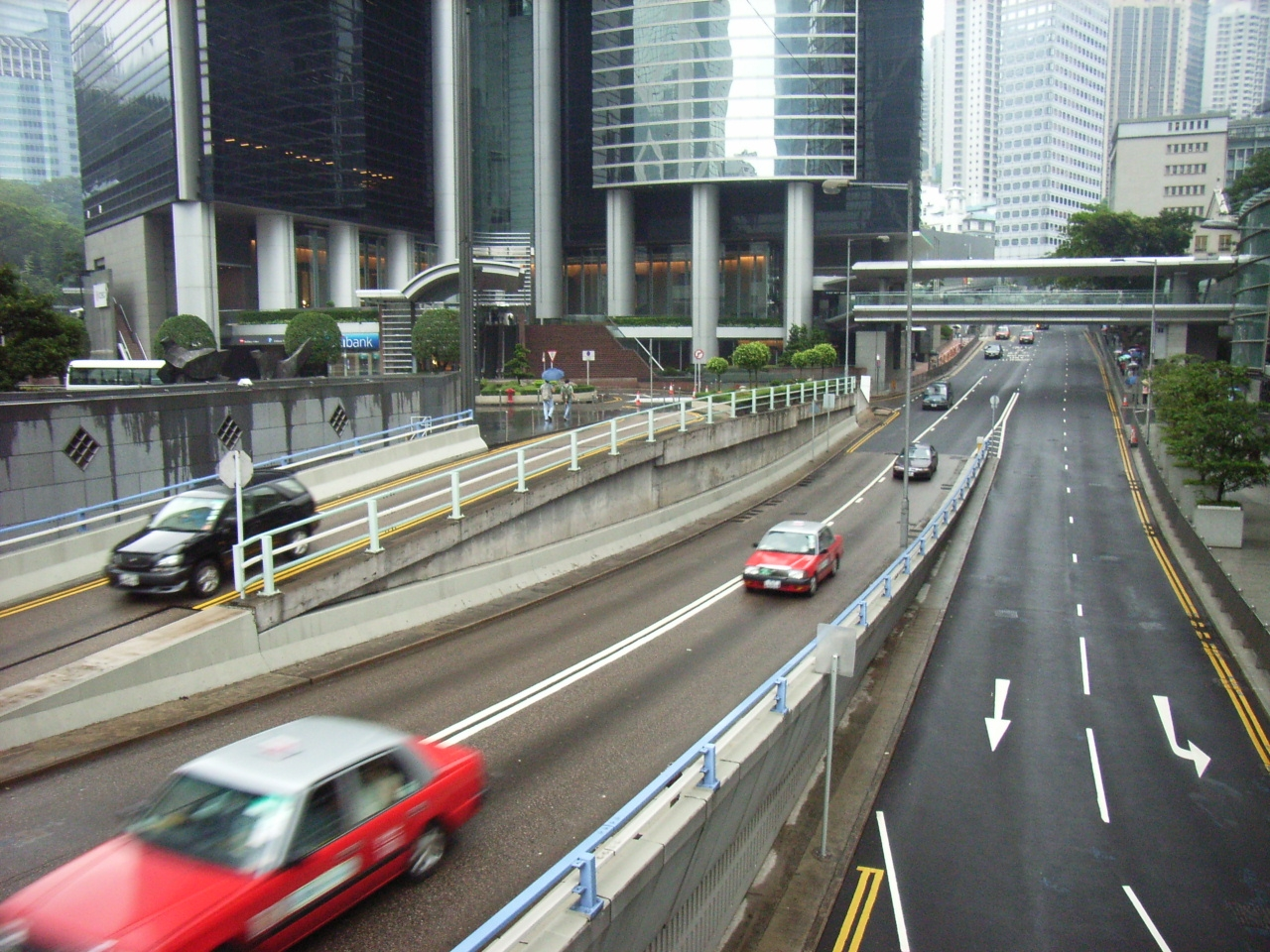
花園道とシティバンクタワー